# Asam Salijev
Asam Salijev (russisk: Азам Фозилович Салиев tr. Asam Fosilovitj Salijev ; født 19. december 1941 i Dusjanbe, Tadsjikiske SSR,Sovjetunionen; død 8. september 2013) var en tadsjikisk/sovjetisk komponist og pianist.
Salijev studerede komposition privat hos Jurij Ter-Osipov og senere både klaver og komposition på musikkonservatoriet i Tasjkent. Han har skrevet 3 symfonier, sinfonietta, orkesterværker, kammermusik, koncertmusik, klaverstykker etc. 

## Udvalgte værker
- Symfoni nr. 1 (19?) - for orkester
- Symfoni nr. 2 (19?) - for orkester
- Symfoni nr. 3 "Heroisk" (1973) - for klaver, slagtøj og strygeorkester
- Sinfonietta "Ungdom" (1976) - for strygeorkester